# Aeronáutica

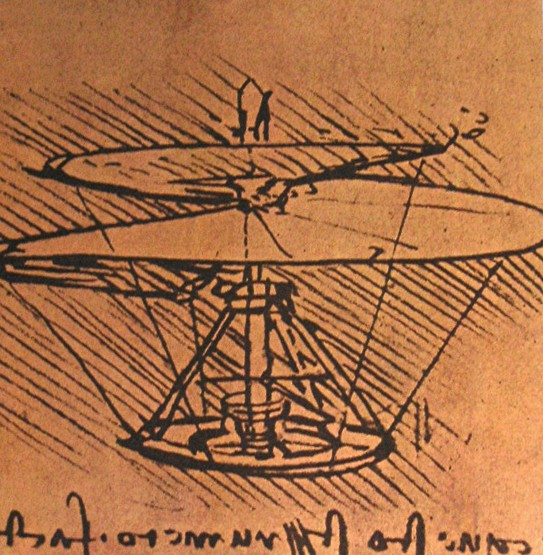
Helicóptero de Leonardo da Vinci

La aeronáutica es la disciplina que se dedica al estudio, diseño y manufactura de aparatos mecánicos capaces de elevarse en vuelo, así como el conjunto de las técnicas que permiten el control de aeronaves. La aeronáutica también engloba la aerodinámica, que estudia el movimiento y el comportamiento del aire cuando un objeto se desplaza en su interior, como sucede con los aviones. Estas dos ramas son parte de la física.
No debe confundirse con el término aviación (referido al manejo de aviones), si bien en la práctica no es extraño oír cómo se utiliza un término para referirse al otro. Así, por ejemplo, es correcto hablar de un ingeniero aeronáutico, ya que se trata de una carrera académica, pero en cambio debe hablarse de historia de la aviación. 

## Historia
El ser humano empezaba a idear formas de volar ya antes del inicio de la investigación científica de la aeronáutica. En la leyenda griega, Ícaro y su padre Dédalo construyeron alas a partir de plumas de pollo, y las pegaron con cera, para escapar de una prisión. Ícaro voló muy cerca del sol, esto provocó que se derritiera la cera y cayó al mar, donde murió ahogado. Igualmente en la mitología Hindú los textos hacen referencia a máquinas voladoras denominadas Vimanas, y la tradición árabe hacia referencia a la Alfombra mágica; en las cuales se trataban de dar igualmente una explicación del modo de funcionamiento de vuelo de estos artefactos.
Cuando la gente empezó a estudiar de forma científica el modo de volar, se empezaron a entender lo básico en relación con el aire y la aerodinámica. 
El primer intento científico de vuelo lo llevó a cabo Abbás Ibn Firnás, en Córdoba, donde planeó desde una torre de la ciudad en dos oportunidades, primero con una amplia lona y luego con alas de madera y tela, en el siglo IX. Entre los científicos que iniciaron el estudio de la aeronáutica estaba Leonardo da Vinci. Da Vinci estudió el vuelo de los pájaros para desarrollar esquemas para una de las primeras máquinas voladoras, a finales del siglo XV d. C. Sus esquemas, sin embargo, como el del ornitóptero, que falló al momento de ser puesto en práctica, no tuvieron éxito. Las máquinas de aleteo que había diseñado eran muy pequeñas para elevarse lo suficiente, en algunos casos, o muy pesadas para ser operadas por humanos. Sin embargo, en 1793, Diego Marín Aguilera, mecánico de Coruña del Conde (Burgos, España), consiguió hacer volar un artefacto de este tipo, pilotado por él mismo, 431 varas castellanas (360 m), y se vio obligado a aterrizar por la rotura de una de las articulaciones de las alas. A pesar de que el ornitóptero sigue siendo un tema de interés para ciertos grupos de aficionados, este instrumento fue reemplazado por el planeador en el siglo XIX.

Estatua de Abbás Ibn Firnás, científico y humanista andalusí durante el Emirato de Córdoba. Ibn Firnás confeccionó en 875 unas alas de madera, seda y plumas de rapaces con las que saltó desde una torre de Córdoba (actual España) consiguiendo mantenerse en el aire durante unos segundos. Se le considera la primera persona en realizar intentos científicos de volar.

Sir George Cayley, considerado el iniciador de la aeronáutica moderna, diseñó diversos modelos de planeador desde 1804 en adelante; el primer planeador tripulado, el "Coachman Carrier" (que puede ser traducido literalmente como el transporte del conductor, ya que el primero que tripuló sus inventos fue el conductor de sus carros), tiene la atribución de haberse elevado en el año 1853. Voló unos 130 metros aproximadamente, a través de un valle en Brompton-by-Sawdon, cerca de Scarborough (ambos en el condado de Yorkshire, Inglaterra).
Pedro Paulet, científico nacido en la ciudad de Arequipa, Perú, en 1874, fue uno de los primeros en experimentar con cohetes a propulsión siendo considerado como el «Padre de los Cohetes Modernos» y por otros como el «Padre de la Aeronáutica Moderna». Elaboró planos de un «avión torpedo», por lo que es considerado como un adelantado para su época. Cuando se inventaron los motores de explosión interna, suficientemente pequeños como para poder propulsar con ellos un artefacto volador, se inició una carrera entre dos posibilidades de vuelo: los más ligeros que el aire (dirigibles) y los más pesados que el aire (aeroplanos).
Los hermanos Wright representan el desarrollo de la primera aeronave con motor controlada que  en su primer vuelo fue de sólo 59 segundos en 1903, en la playa Kitty Hawk, en Ohio, Estados Unidos. Su hazaña cambió la forma de ver el mundo de la aviación y produjo una gran revolución que en poco más de 100 años ha llegado al diseño y el vuelo del A380, el 27 de abril de 2005, el avión más grande de pasajeros.

## Aeronáutica moderna
La investigación en la aeronáutica moderna es principalmente controlada por corporaciones independientes y universidades. Existen también diversas agencias gubernamentales que estudian la aeronáutica; entre ellas, la NASA, en los Estados Unidos, y la Agencia Espacial Europea, en Europa (ESA).

## Ingeniería aeronáutica
La ingeniería aeronáutica es un área que investiga, diseña, manufactura y mantiene en buen estado elementos como los aviones, misiles y satélites espaciales (al hablar de satélites espaciales, esto se saldría de la aeronáutica y pasaría a la astronáutica, ya que la aeronáutica se refiere a lo que vuela en el aire. La ingeniería aeroespacial trata de ambas cosas: aeronáutica y astronáutica). Se relaciona con los temas científicos de la Aerodinámica, Materiales, Tecnología, Estructuras de aviones y Mecánica de fluidos.
Debido al desarrollo de la industria aeroespacial, actualmente se habla más de "Ingeniería Aeroespacial" que de "Ingeniería Aeronáutica", aunque también se escucha el término "Ingeniería Aeronáutica y del Espacio".
Los nuevos ingenieros aeroespaciales tienen un perfil profesional muy demandado desde finales del siglo XX y principios del XXI.

## Gestión de la calidad aeroespacial
La aviación está comprometida con la seguridad. De ahí la importancia de los sistemas de gestión de calidad de acuerdo con la norma EN/AS 9100 et seq. en la industria aeroespacial. 
Las series AS/EN9100 están apoyadas y adheridas a los mayores fabricantes de la industria aeronáutica. Basada en la ISO 9001:2000, hace especial hincapié en la calidad, seguridad y tecnología. Todas las áreas de la industria y de la cadena de suministro están incluidas.
Las series de la norma EN/AS 9100 son:
AS/EN 9100 - Gestión de la Calidad Aeroespacial para fabricantes.

AS/EN 9110 - Gestión de la Calidad Aeroespacial para organizaciones de mantenimiento aeronáutico.

AS/EN 9120 - Gestión de la Calidad Aeroespacial para minoristas y distribuidores de materiales relacionados con la aeronáutica, maquinaria y componentes.Visión general Norma EN/AS 9100 et seq.